# Chrysotus serratus
Chrysotus serratus är en tvåvingeart som beskrevs av Wang och Yang 2006. Chrysotus serratus ingår i släktet Chrysotus och familjen styltflugor. Inga underarter finns listade i Catalogue of Life.